# أبهر صاعد
الأبهر الصاعد (باللاتينية: aorta ascendens) هو أول أجزاء الأبهر ويبدأ عند قاعدة البطين الأيسر ويتمادى بقوس الأبهر.

## فروع الأبهر الصاعد
يخرج من الأبهر الصاعد فرعان هما الشريان التاجي الأيمن والشريان التاجي الأيسر، وهما يغذيان عضلة القلب.